# رشد پر
رشد پرها (به انگلیسی: Feather development) در لایه اپیدرمی پوست در پرندگان رخ می‌دهد. این یک فرایند پیچیده‌است که شامل مراحل زیادی است. هنگامی که پرها به‌طور کامل رشد کردند، شش نوع مختلف پر وجود دارد: شاهپر، پر پروازی، کرک‌پر، رشته‌پر، نیم‌پر و پرهای مویی. پرها در اصل برای پرواز در نظر گرفته نشده بودند. دلیل دقیق تکامل پرها هنوز ناشناخته است. تصور می‌شود که پرندگان از نوادگان دایناسورها هستند و فناوری جدید با استفاده از ملانوزوم‌های موجود در فسیل دایناسورها نشان داده‌است که دایناسورهایی که نمی‌توانستند پرواز کنند، پر داشتند.